# The Killers
För andra betydelser, se Killers.
The Killers är ett amerikanskt rockband som bildades år 2001 av Brandon Flowers (sång, keyboard) och Dave Keuning (gitarr, bakgrundssång). Mark Stoermer (basgitarr, bakgrundssång) och Ronnie Vannucci Jr. (trummor, slagverk) fullbordade bandets nuvarande uppställning under 2002. Bandet har sitt ursprung i Las Vegas, Nevada. Namnet The Killers är taget från en logo på bastrumman av ett fiktivt band i musikvideon för New Order-låten "Crystal".
Gruppen har släppt fem studioalbum, Hot Fuss (2004), Sam's Town (2006), Day & Age (2008), Battle Born (2012), Wonderful Wonderful (2017), Imploding the Mirage (2020) och Pressure Machine (2021). De har även gett ut tre samlingsalbum, Sawdust (2007), Direct Hits (2013) och Don't Waste Your Wishes (2016), och dessutom ett livealbum samt DVD betitlad Live from the Royal Albert Hall (2009). Bandet har sålt över 6 miljoner album i USA, över 5 miljoner album i Storbritannien och över 15 miljoner album världen över.

## Historia

### 2001–2003: Ursprung och bildande
Under 2001 blev Brandon Flowers övergiven av sitt första band, en syntpop-trio från Las Vegas med namnet Blush Response, efter att han valt att inte flytta med dem till Los Angeles. Efter att ha sett Oasis spela på Hard Rock Hotel under bandets The Tour of Brotherly Love, insåg Flowers att hans kall var att starta ett rockband och började leta efter en gitarrist. Han kom så småningom över en annons i en Las Vegas-tidning, inskickad av Dave Keuning, som hade liknande musikaliska influenser. Duon började skriva låtar tillsammans i Keunings lägenhet. Vid slutet av 2001 hade de spelat in en demo vid Kill the Messenger Studio i Henderson, Nevada. Demon innehöll fyra låtar, inklusive tidiga versioner av "Mr. Brightside" och "Under the Gun". Lokala trummisen Matt Norcross spelade trummor på demon medan Dell Neal, som var Keunings rumskamrat vid tidpunkten, spelade bas på två av spåren.
Keuning och Flowers spelade sitt första live-uppträdande tillsammans på ett open mic-evenemang vid Cafe Espresso Roma i Las Vegas i januari 2002. Duon började, tillsammans med Neal och Norcross, att uppträda ett flertal ställen runt Las Vegas där de även delade ut gratisexemplar av deras demo. The Killers introducerade en unik stil till Las Vegas musikscen, som huvudsakligen bestod av punk, nu-metal och rapband. En lokal kritiker sa, "The Killers är, som tur är, inte som något annat band i stan" och beskrev deras sound som en mix mellan "brittisk pop och modern indierock." The Killers, vars tidiga live-sound även det beskrevs som excentrisk, hade vid sommaren 2002 avskedat trummisen Matt Norcross och ersatt honom kort med Brian Havens, som även han avskedades. Basisten Dell Neal lämnade senare bandet på grund av personliga skäl.
Vid augusti 2002 hade trummisen Ronnie Vannucci, Jr. gått med i bandet och basisten Mark Stoermer fulländade bandets uppställning kort därefter. Både Vannucci och Stoermer lärde känna Keuning och Flowers medan de spelade i andra band inom live-kretsen i Las Vegas. Bandet repade ursprungligen i Vannuccis garage, då han var den enda medlemmen som ägde ett hus. Bandet smög sig in i University of Nevadas bandlokal (där Vannucci lärde sig slagverk) på nätterna för att repa. Bandet har angett att de skrev mycket av debutalbumet Hot Fuss under dessa sessioner, inklusive hitsingeln "Somebody Told Me".
The Killers spelade ursprungligen på små klubbar i Las Vegas, där bandet byggde upp ett litet men lojalt gäng. Talangscouten Braden Merrick upptäckte bandet efter att ha hört en av deras demos på en lokal Vegas-musikwebbplats, efter att ha sett dem uppträda erbjöd han sig att bli bandets manager. Han tog med bandet till San Francisco-området, till Berkeley, Kalifornien, för att spela in demos med Jeff Saltzman och Mark Needham. De skickade sedan demobanden till stora skivbolag i USA. De flesta av skivbolagen avvisade dem, men ett bolag, Warner Bros. Records, bjöd in dem för en provspelning. Trots att Warner Bros. inte var imponerade av bandet efter spelningen, fick Niall Norbury upp ögonen för bandet, som var från Storbritannien. Norbury tog med sig bandets demo tillbaka till Storbritannien och spelade den för sin vän Ben Durling, som jobbade på det brittiska självständiga skivbolaget Lizard King Records. The Killers skrev kontrakt med det brittiska skivbolaget i juli 2003.

### 2003–2006:Hot Fuss
Den 19 augusti 2003 hade låten "Mr. Brightside" premiär på DJ:n Zane Lowes radioprogram på BBC Radio 1 i Storbritannien. The Killers åkte sedan till London och började att uppträda på barer och klubbar, och mottog generellt positiv kritik. Den 19 september 2003 släppte de "Mr. Brightside" på ett begränsat antal CD-skivor och vinylskivor i Storbritannien. Som ett resultat av surret som genererats i Storbritannien, blev de inbjudna att spela på ASCAP:s CMJ Music Marathon i New York, efter att de återvänt till USA. Ett antal bolag visade intresse för bandet, och de skrev så småningom kontrakt med skivbolaget Island Def Jam tidigt under 2004.
Bandets Hot Fuss Tour gick av stapeln i Storbritannien i maj 2004. Dessförinnan hade bandet agerat förband åt British Sea Power i Storbritannien, Morrissey i USA och Stellastarr i både Storbritannien samt USA. Den 9 november 2004 gjorde The Killers sin första spelning i Sverige, på Kägelbanan i Stockholm. Under våren och sommaren 2004 gjorde bandet kritikerrosade uppträdanden på festivaler runt om i Europa och Nordamerika vilket hjälpte till att utöka deras växande fanskara.
The Killers släppte sitt debutalbum Hot Fuss i juni 2004 i Storbritannien genom Lizard King Records, och i USA genom Island Records. Omfattande turnerande och ett antal hitsinglar ledde till albumet blev en stor kommersiell framgång. Hot Fuss nådde plats 1 i Storbritannien i januari 2005, sju månader efter sin release, och har klassificerats 6x platina av BPI. Albumet nådde även topplaceringen i Australien, där den certifierades 3x platina, och har även certifierats 3x platina i USA och Kanada. På den brittiska versionen av albumet ersatte "Glamorous Indie Rock and Roll" låten "Change Your Mind" som spår 8.
Bandet hade framgång med "Mr. Brightside", som blev bandet första topp 10-hit i både USA och Storbritannien,  "All These Things That I've Done", "Somebody Told Me" och "Smile Like You Mean It."
Under 2005 nominerades The Killers till tre Grammy Awards; Hot Fuss nominerades för Bästa rockalbum medan "Somebody Told Me" nominerades till två priser, inklusive Bästa rocklåt, och i Storbritannien vann de en NME Award för Bästa internationella band.
I juli 2005 uppträdde The Killers på London-scenen under Live 8-konserten, där de framförde "All These Things That I've Done". Robbie Williams använde låtens refräng "I've got soul but I'm not a soldier" i sitt eget uppträdande. Coldplay och U2 gjorde detsamma och, under deras separata spelningar i Las Vegas, med The Killers i publiken, inkorporerade texten i deras låtar "God Put a Smile Upon Your Face" och "Beautiful Day", respektive.

### 2006–2008:Sam's TownochSawdust
The Killers andra album, Sam's Town, släpptes i oktober 2006 genom Island Def Jam Music Group. Brandon Flowers sa att Sam's Town skulle bli "ett av de bästa albumen under de senaste 20 åren". Albumet mottog blandad kritik där vissa hyllade albumet medan andra hånade det. Musikmagasinet Rolling Stone rankade dock Sam's Town som årtiondets mest underskattade album. Albumet sålde över 706,000 enheter världen över under sin första vecka ute, och debuterade som nummer 2 på Billboard-listan. Skivan har certifierats 4x platina i Storbritannien, platina i USA, samt 2x platina i både Australia och Canada. Albumet producerade fyra singlar: "When You Were Young" (platina i USA, diamant i Brasilien), "Bones", "Read My Mind" och "For Reasons Unknown".
The Killers spelade in en live-session vid Abbey Road Studios för Live from Abbey Road den 29 november 2006. De gjorde ett nästan helt akustiskt uppträdande, som innehöll en tolkning av Dire Straits hit "Romeo and Juliet". I december 2006 släppte bandet en jullåt i välgörenhetssyfte (den första av vad som skulle bli en årlig tradition), "A Great Big Sled", som samlade in pengar till Product Red.
I februari 2007 besökte The Killers BRIT Awards i Storbritannien, där de framförde "When You Were Young". Bandet vann två priser — Best International Group & International Album. Under samma månad vann bandets Tim Burton-regisserade video för Bones pris för Best Video vid NME Awards. Under Sam's Town Tour spelade The Killers på Madison Square Garden som huvudband för första gången, samt Glastonbury Festival.
Bandet släppte ett samlingsalbum betitlat Sawdust, innehållandes b-sidor, rariteter och outgivet material, i november 2007. Sawdust har certifierats platina av BPI. Albumets första singel, "Tranquilize", ett samarbete med Lou Reed, släpptes i oktober 2007. Den första pressningen av Sawdust innehöll en sällsynt demoversion av "Move Away", som Brandon Flowers senare förklarade var ett misstag av bandets skivbolag. Den korrekta versionen som gruppen avsåg att ta med på albumet var tidigare tillgänglig på Spider-Man 3-soundtracket och inkluderades på senare pressningar av Sawdust..
Under 2008 mottog bandet två pris vid den första NME Awards USA, inklusive "Best Band" och "Best Track" för "Tranquilize". "Sawdust" nominerades också för bästa album.

### 2008–2010:Day & Age

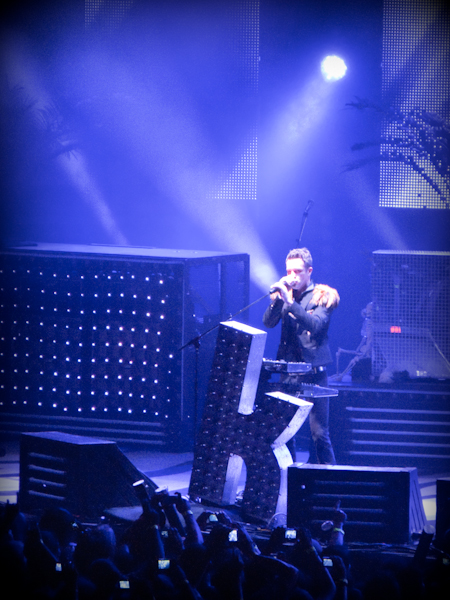
The Killers uppträder i september 2009 i USA.

The Killers tredje studioalbum, Day & Age, släpptes den 24 november 2008 i Storbritannien och 25 november i USA. De jobbade med Stuart Price som gjorde Thin White Duke-remixen av "Mr Brightside" och producerade "Leave the Bourbon on the Shelf" och "Sweet Talk". Den första singeln från albumet var "Human" som släpptes den 22 september och har certifierats platina av RIAA. Day & Age blev bandets tredje studioalbum att nå nummer 1 i både England och Irland, den nådde plats sex på Billboard 200-listan. Albumet har även certifierats 4x platina av BPI.
I februari 2009 vann bandet priset som "Best International band" vid NME Awards för tredje gången, efter att tidigare ha vunnit år 2005 samt 2008. Under sommaren 2009 spelade The Killers på ett flertal festivaler som huvudband runt om i Europa, inklusive fredagskvällen på 2009 års Hard Rock Calling i Hyde Park, London och Hultsfredsfestivalen i Sverige. De headlinade även amerikanska festivalerna Lollapalooza och Coachella för första gången. Mellan 5 och 6 juli spelade The Killers in sin första live-DVD, "Live from the Royal Albert Hall", i Royal Albert Hall, London. Den släpptes i november och visades på olika biografer runt om i världen. Live from Royal Albert Hall certifierades 4x platina av BPI (Storbritannien) och platina av RIAA (USA).
Efter släppet av Day & Age, inledde bandet den världsomfattande Day & Age Tour från 2008 till 2010. Turnén var en stor framgång, med utsålda shower både nationellt och internationellt. Det var även första gången The Killers spelade i kontinenten Afrika.
Sent i februari 2010 dog Flowers mor, efter en två års lång kamp mot hjärncancer. Detta resulterade i att bandet avslutade sin Day & Age-turné samt ställde in deras spelningar i Asien. Två australiensiska spelningar i Sydney och Perth ställdes också in; båda Gold Coast- och Melbourne-konserterna genomfördes dock, och Day & Age-turnén fick sitt efterlängtade slut i Melbourne den 21 februari, då bandet agerade huvudakt på Good Vibrations Festival vid Flemington Racecourse.

### 2010–: Uppehåll ochBattle Born
I januari 2010 annonserade bandet att de skulle ta en kort paus efter att ha ägnat större delen av karriären åt att turnera. Uppehållet varade i ungefär ett och ett halvt år, då bandmedlemmarna ägnade sig åt soloprojekt, medan bandet gjorde sporadiska andra bidrag.
Bandet återvände till scenen år 2011 när de var huvudakt på Lollapalooza-festivalen i Santiago, Chile den 2 april. De uppträdde även på Top of the Mountain-konserten i Ischgl, Österrike den 30 april 2011. De agerade huvudakt under Hard Rock Calling i Hyde Park, London för andra gången den 24 juni 2011. The Killers var huvudakten under Orlando Calling Festival i Orlando, Florida den 12 november 2011.
Bandet började arbeta på sitt fjärde studioalbum i maj 2011 vid deras studio i Las Vegas. Efter ett år av inspelning, avslöjade The Killers i maj 2012 att deras fjärde album skulle betitlas Battle Born. Bandet har spelat in 15 låtar för albumet, inklusive "Runaways", "Miss Atomic Bomb", "Heart of a Girl", "Flesh and Bone", "Carry Me Home", "The Rising Tide", "From Here on Out", "Matter of Time" och "Here with Me". Under inspelningen jobbade bandet med producenterna Steve Lillywhite, Damian Taylor, Brendan O'Brien, Stuart Price och Daniel Lanois. Albumet mixades av Alan Moulder som även arbetade på bandets två första album, och kommer att släppas den 18 september 2012. I april 2012 begick saxofonisten Tommy Marth självmord. Marth hade bidragit till Sam's Town och Day & Age, såväl som turnerat med bandet.
I juni 2012 släppte The Killers en trailer för deras nya album Battle Born. Den första singeln från albumet kallas "Runaways", som började spelas på radio den 10 juli 2012. Singeln läcktes ut på Tumblr bara timmar innan dess officiella förhandslyssning.
The Killers var huvudakt på ett antal festivaler i Nordamerika och Europa under sommaren 2012, och kommer att vara en av huvudakterna på Big Day Out-festivalen i januari 2013.
Den 16 augusti tillkännagav The Killers den officiella låtlistan för Battle Born.

## Bidrag och soloverk
The Killers äger och driver Battle Born Studios där medlemmarna spelade in Day & Age, Flamingo, Big Talk och Another Life. Andra artister som har spelat in där inkluderar medlemmar från Mötley Crüe, Elton John, Imagine Dragons, Third Eye Blind, Aerosmith, Kansas, Jerry Lee Lewis, BB King, Howling Bells och Wayne Newton.
Låten "A White Demon Love Song" användes på New Moon-soundtracket. Bandet framförde även en melodi kallad "Spaceship Adventure" på Nickelodeons Yo Gabba Gabba, där gruppen benämndes som "Brandon, Ronnie, Mark och Dave", i stället för "The Killers", för att vara mer lämpliga för unga barn.
Bandet spelade in en cover på Raspberries låt "Go All the Way" för Tim Burtons film Dark Shadows (en bearbetning av den gotiska såpoperan från sent 60-tal) som spelas under eftertexten, låten medverkade dock inte på filmens soundtrack.
I oktober 2011 bidrog The Killers med en cover av Ultraviolet (Light My Way) till ett coveralbum av U2:s hyllade album från 1991, Achtung Baby. Coveralbumet, betitlat AHK-toong BAY-bi Covered, släpptes i oktober-numret av Q Magazine, och innehöll covers av artister såsom Jack White, Nine Inch Nails, Depeche Mode och Patti Smith.
- I september 2010 släppte Brandon Flowers ett studioalbum, betitlat Flamingo. Albumet nådde högsta plats i Storbritannien där det har certifierats guld.[53]
- Trummisen Ronnie Vannucci släppte i juli 2011 ett album kallat Big Talk via sitt eget skivbolag, Little Oil, i ett samarbete med Epitaph Records.[54]
- Vannucci medverkade även som gästartist på Mt. Desolations självbetitlade debutalbum.
- Basisten Mark Stoermer släppte sitt debutalbum, betitlat Another Life, i november 2011 som gratis nedladdning via markstoermer.com under en begränsad tid, som följdes av en fysisk självutgiven version.[55]
- Stoermer producerade även Howling Bells tredje album, The Loudest Engine, som släpptes den 12 september 2011 genom skivbolaget Cooking Vinyl.[56][57]

## Bandmedlemmar
| Nuvarande medlemmar - Brandon Flowers – sång, keyboard, piano, elbas (2001– ) - Dave Keuning – gitarr, bakgrundssång (2001–2017, 2020– ) - Ronnie Vannucci, Jr. – trummor, slagverk, bakgrundssång (2002– ) Tidigare medlemmar - Matthew Norcross – trummor (2001–2002) - Dell Neal – basgitarr (2001–2002) - Brian Havens – trummor (2002) - Mark Stoermer – basgitarr, bakgrundssång, gitarr (2002–2020) | Turnémusiker - Rob Whited – slagverk, bakgrundssång (2006– ) - Bobby Lee Parker – akustisk gitarr (2008– ) - Ted Sablay – keyboard, gitarr, bakgrundssång (2006–2007, 2011, 2012– ) - Jake Blanton – keyboard, gitarr, bakgrundssång (2011– ) Tidigare turnémusiker - Tommy Marth – saxofon, bakgrundssång (2008–2010; avliden 2012) - Ray Suen – keyboard, gitarr, violin, bakgrundssång (2008–2010) |

## Diskografi
| Studioalbum - Hot Fuss (2004) - Sam's Town (2006) - Day & Age (2008) - Battle Born (2012) - Wonderful Wonderful (2017) - Imploding the Mirage (2020) - Pressure Machine (2021) | Samlingsalbum - Sawdust (2007) - Direct Hits (2013) - Rebel Diamonds (2023) Livealbum - Live from the Royal Albert Hall (2009) |

## Turnéer
- Hot Fuss Tour (2003–2005)
- Sam's Town Tour (2006–2007)
- Day & Age World Tour (2008–2010)

## Kommersiell- och kritikerframgång
Hot Fuss har sålt över 7 miljoner enheter världen över, samt hamnade på plats 26 över de bäst säljande albumen under årtiondet i Storbritannien. Albumet tillbringade 173 veckor på UK Albums Chart, mer än något annat album. Musikmagasinet Rolling Stone rankade albumet som det 43:e bästa albumet i deras "100 Best Albums of the Decade"-lista, och "Mr. Brightside" blev rankad som den 47:e bästa låten under årtiondet.
Sam's Town har sålt över 4,5 miljoner enheter världen över. Musikmagasinet Rolling Stones läsare röstade i december 2009 fram Sam's Town som "årtiondets mest underskattade album". I Storbritannien var Sam's Town årtiondets 70:e bäst säljande album och den brittiska musiktidningen Q rankade det som årtiondets 11:e bästa album.
The Killers har vunnit fyra NME Awards: "Bästa internationella band" åren 2005, 2008 och 2009 samt bästa video för "Bones" år 2006. Bandet har även mottagit två priser på den första NME Awards USA, år 2008, för "Bästa band" samt "Bästa låt" för "Tranquilize". De har även blivit nominerade för sju stycken Grammy Awards. År 2006 vann bandet BRIT Award för "Bästa internationella band", medan albumet Sam's Town vann priset för "Bästa internationella album".
Elva låtar av The Killers finns med i XFM's 1000 Greatest Songs of All Time. Frontmannen Brandon Flowers skrev även ett stycke i bokens förord.
I november 2009 blev "Mr. Brightside" framröstad som årtiondets bästa låt av den brittiska alternativa rockstationen XFM:s lyssnare. Över 14 000 av XFM:s lyssnare röstade på låten, via radiostationen officiella webbplats. "Somebody Told Me" hamnade på plats nummer 9 och "All These Things That I've Done" kom på plats 22. Övriga låtar som inte nådde topp 25 inkluderade "When You Were Young" på plats 31, "Read My Mind" på plats 86 och "Human" på plats 94. Absolute Radios lyssnare röstade även dem fram "Mr. Brightside" som årtiondets bästa låt.
2008 röstade Rolling Stones lyssnare fram Day & Age som "Album of the Year" samt "Cover of the Year".
Amazon.com UK offentliggjorde listan över årtiondets bäst säljande artister och album, där The Killers kom på tredje plats på topp 10-listan över de bäst säljande artisterna under årtiondet.

## Aktivism
Efter att ha blivit inbjudna av USA:s president Barack Obama, spelade bandet på Vita husets södra gräsmatta den 4 juli 2010 för United Service Organizations andra årliga "Salute to the Military"-konsert, som en del av USA:s nationaldagsfirande. Flowers beskrev upplevelsen som en "monumental ära". Trots deras uppehåll, gick bandet samman för att spela "Human", "Somebody Told Me", "Mr. Brightside", "A Dustland Fairytale", "God Bless America/Read My Mind" och "When You Were Young". Flowers, Keuning och Stoermer spelade på en valkampanj den 8 juli 2010 i Nevada för Barrack Obama och majoritetsledaren Harry Reid som ställde upp för återval. The Killers framförde en akustisk version av "Read My Mind" och gjorde en folklig tolkning av delstatssången  "Home Means Nevada".
I februari 2011 hade Flowers en privat lunch med politikern Mitt Romney under Romneys besök på ett av republikanska partiets konvent i Nevada.

## Filantropi
The Killers har blivit erkända för sitt arbete med Product Red-kampanjen, ledd av Bono och Bobby Shriver. Hittills har de släppt sex jullåtar och musikvideor: "A Great Big Sled" (2006), "Don't Shoot Me Santa" (2007), "Joseph, Better You Than Me" (2008), "¡Happy Birthday Guadalupe!" (2009), "Boots" (2010) och "The Cowboy's Christmas Ball" (2011). Den 30 november 2011 släppte de (RED) Christmas EP på iTunes som innehåller samtliga låtar. Alla intäkter från låtarna har blivit donerade till Product Red och deras kamp mot AIDS i Afrika. De har även tagit hjälp av andra artister, inklusive Elton John, Neil Tennant (Pet Shop Boys), Toni Halliday (Curve), Wild Light och Mariachi El Bronx.
Dessutom användes deras låt "Goodnight, Travel Well" i ett försök att uppmärksamma människohandel av Unicef, MTV EXIT (End Exploitation And Trafficking) samt United States Agency for International Development. The Killers gjorde en cover på låten "Hotel California" med Rhythms del Mundo för klimatkrisen och naturkatastrofsundsättning.